# AC Nagano Parceiro
AC Nagano Parceiro (japonsky AC長野パルセイロ) je japonský fotbalový klub z města Nagano hrající v J3 League. Klub byl založen v roce 1990. V roce 2014 se připojili do J.League, profesionální japonské fotbalové ligy. Svá domácí utkání hraje na Nagano U Stadium.